# Andrés Prieto
Andrés Prieto Urrejola, mais conhecido como Andrés Prieto (Santiago, 19 de dezembro de 1928 – 25 de setembro de 2022), foi um treinador e futebolista chileno que atuou como atacante, onde competiu na Copa do Mundo FIFA de 1950, sediada no Brasil. Jogou na Universidad Católica, com o qual conquistou dois títulos: a primeira divisão em 1949 e a segunda em 1956. Enquanto esteve no clube, fez 145 partidas e marcou 36 gols. Também atuou no Espanyol, sendo um dos primeiros esportistas de seu país a jogar na Europa.

## Títulos

### Jogador
Universidad Católica
- Primera División de Chile: 1949
- Segunda División de Chile: 1956

### Treinador
Nacional
- Liguilla Pré-Libertadores: 1976